# القاتل 7 (لعبة)
| استقبال |                                         |
| --- | --------------------------------------- |
| الدرجات الإجمالية المجموع نقاط غيم رانكينغز (GC) 76.78% [ 1 ] (PS2) 70.11% [ 2 ] (PC) 81.75% [ 3 ] ميتاكريتيك (GC) 74/100 [ 4 ] (PS2) 70 of 100 [ 5 ] (PC) 78/100 [ 6 ] نتائج المراجعة نشرة نقاط 1أب.كوم B- [ 7 ] إدج 8/10 [ 8 ] فاميتسو 36/40 [ 9 ] غيم برو (PS2) [ 10 ] غيم سبوت 8.3/10 [ 11 ] آي جي إن 8.1/10 [ 12 ] نينتندو باور 8.5/10 [ 13 ] |                                         |
| الدرجات الإجمالية |                                         |
| المجموع | نقاط                                    |
| غيم رانكينغز | (GC) 76.78% (PS2) 70.11% (PC) 81.75%    |
| ميتاكريتيك | (GC) 74/100 (PS2) 70 of 100 (PC) 78/100 |
| نتائج المراجعة |                                         |
| نشرة | نقاط                                    |
| 1أب.كوم | B-                                      |
| إدج | 8/10                                    |
| فاميتسو | 36/40                                   |
| غيم برو | (PS2)                                   |
| غيم سبوت | 8.3/10                                  |
| آي جي إن | 8.1/10                                  |
| نينتندو باور | 8.5/10                                  |

القاتل 7 (بالإنجليزية: Killer7) هي لعبة مغامرة وحركة صدرت في 2005 على منصة نينتندو غيم كيوب وبلاي ستيشن 2. طُورت من قبل جراسهوبر مانيوفاكتور وكابكوم ونُشرت بواسطة كابكوم. اللعبة كُتبت قصتها وأُخرجت بواسطة جويشي سودا وتولا أنتاجها هيرويوكي كوباياشي.

## نمط اللعب
تتبع اللعبة نخبة من القتلة تسمى «القاتل الـ7». عند بداية اللعبة نلاحظ المظاهر الجسدية لرجل يدعى هارمان سميث، يؤدي عمليات اغتيال نيابة عن حكومة الولايات المتحدة. من خلال هذه المهام، يكشف القاتل 7 عن مؤامرة أعمق فيما يتعلق بدور اليابان في السياسة الأمريكية وأسرار حول طبيعة منظمتهم. تتميز لعبة القاتل الـ7 بعناصر مطلق النار من منظور شخص أول ونظام فريد للتحكم ورغم تميزها تم تشبيه طريقة اللعب الأساسية بألعاب أخري مثل ميست وسناتشر.

## تاريخ اللعبة
كانت القاتل 7 أول لعبة من إخراج سودا51 تم إصدارها خارج اليابان. وقد تلقت مراجعات كثيرة بسبب مخطط التحكم غير التقليدي، واللعب الخطي، ومؤامرة نوير المعقدة. في حين أن بعض المراجعين أعجب بها وبأسلوب الكاتب ونهج أسلوب الفني، إلا أن البعض الآخر اعتبرها مربكة ومعقدة. ومع ذلك، فإن الموسيقى التصويرية للعبة، والعرض التقديمي، والأسلوب البصري والقصة المثيرة للتفكير قد تلقت ردودًا إيجابية بشكل عام من النقاد وتعتبر أفضل النقط في اللعبة ولذلك تمكنت من حصد العديد من الأوسمة والترشيحات.

## نجاح اللعبة
نجاح القاتل 7 أدى إلى تطوير وأطلاق الأعمال القديمة لـ سودا51 وإنتاج نسخة جديدة لـ القاتل الـ7 لصالح مايكروسوفت ويندوز صدرت في عام 2018، وبعدها الإطلاق الناجح للعبة جديدة تدعي لا مزيد من الأبطال.

## الموسيقى التصويرية
| #   | عنوان                 | المدة |
| --- | --------------------- | ----- |
| 1.  | "Setting Sun"         | 1:22  |
| 2.  | "A Fierce Good Fight" | 1:47  |
| 3.  | "Blackburn"           | 4:14  |
| 4.  | "Where Angels Play"   | 2:32  |
| 5.  | "Shoot Speed"         | 1:21  |
| 6.  | "Succession"          | 1:50  |
| 7.  | "Election Plot"       | 4:59  |
| 8.  | "American Diplomacy"  | 2:38  |
| 9.  | "Russian Roulette"    | 3:54  |
| 10. | "Geopolitics"         | 1:05  |

| #   | عنوان                  | المدة |
| --- | ---------------------- | ----- |
| 1.  | "Rave On"              | 4:28  |
| 2.  | "Visionary Community"  | 2:07  |
| 3.  | "Emigrant Song"        | 1:59  |
| 4.  | "Sweet Relief"         | 3:09  |
| 5.  | "Over Look"            | 1:05  |
| 6.  | "Cuisine"              | 1:42  |
| 7.  | "Sceneman"             | 2:10  |
| 8.  | "Multiple Personality" | 3:19  |
| 9.  | "Residence"            | 2:09  |
| 10. | "Windmill"             | 1:46  |

## معرض صور

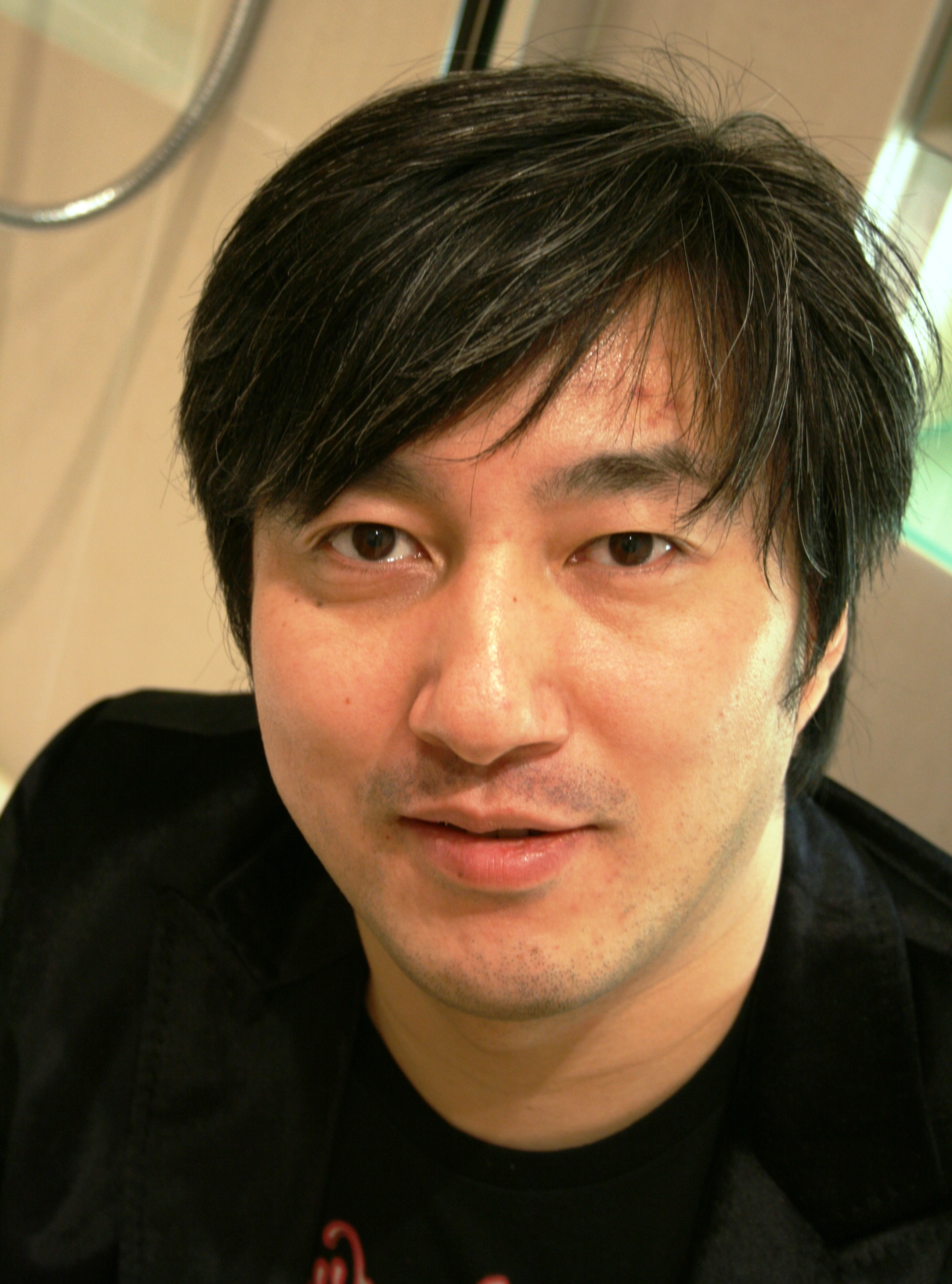
جويشي سودا، المعروف أيضًا باسم Suda51، بكتابة وتصميم وإخراج Killer7، والذي يعتبره إنجازه الفخور.

## روابط خارجية
- القاتل 7 على موقع IMDb (الإنجليزية)

- الموقع الرسمي
- الموقع الرسمي